# Syed Waheed Zaman
Syed Waheed Zaman fue un diplomático, indio.
- Syed Waheed Zaman fue hijo de Iqbalunnisa y Syed Ahmad Hussain.
- De 1939 a 1954 fue empleado en la Alta Comisión en Londres.
- De 1954 a 1956 fue secretario de segunda clase de la Misión Permanente ante la Oficina de la Organización de las Naciones Unidas en Ginebra.
- De 1956 a 1959 fue secretario de embajada en Addis Abeba.
- De 1960 a 1962 fue subsecretrio en el Ministerio de Asuntos Exteriores (India).
- De 1962 a 1964 fue Cónsul en Ginebra.
- De 1965 a 1968 fue Encargado de negocios en la Ciudad de Kuwait.
- De 1968 a 1969 fue Encargado de negocios en Túnez (ciudad).
- De 1970 a 1972 fue consejero de embajada en Yakarta.
- De enero de 1973 a octubre de 1975 fue embajador en Kinshasa con coacredicíon en Brazaville y Libreville (Gabón).[1]